# Карлевський рунічний камінь
Карлевський рунічний камінь (швед. Karlevistenen) — рунічний камінь розташований на узбережжі Кальмарсунда, що на захід від Карлеві, на острові Еланд,  Швеція. Згідно з класифікацією проекту  Rundata йому привласнено номер Öl 1. Напис на камені датовано X століттям, він являє собою найдавніший запис скандинавських стансів поезії скальдів.

## Опис
Стиль каменю класифіковано як RAK.
Напис на камені складено частково у віршованій, частково в прозовій формі. Це єдина збережена на рунічних каменях скальдична станса у формі дротткветт, яка повністю дійшла до нас. Запис цікавий згадкою дочки Тора Труд та Відура (одне з імен Одіна) в кеннінзі «вождь». У другій частині станси згадується Данія, але значення цієї частини невідомо точно.
Камінь датовано аналогічним періодом з битвою на Фірісвеллірі. Можливо, його поставили йомсвікінги в пам'ять про свого вождя.

## Зміст

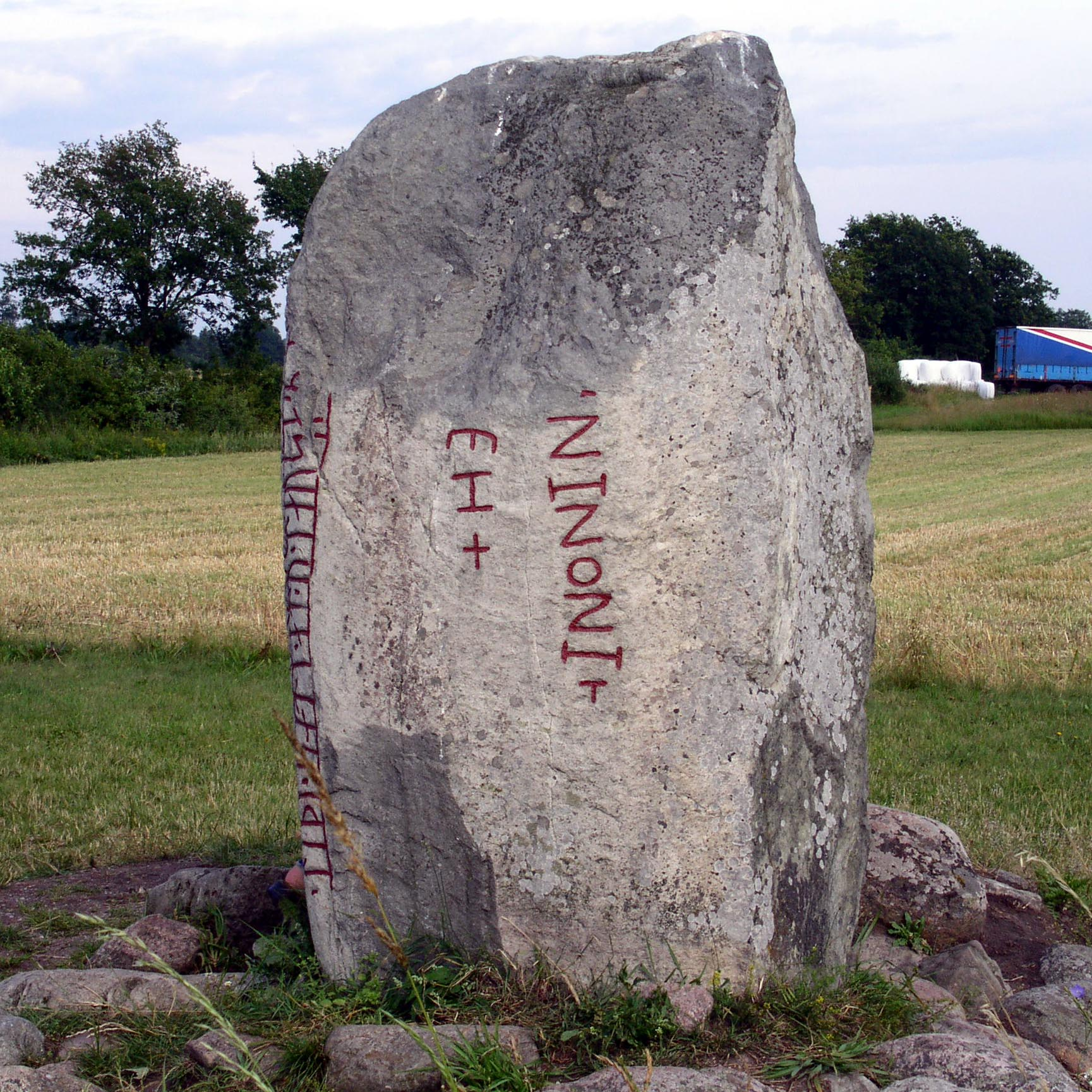
Зворотній бік каменя.

Фронт
+ Sa … — (s) — i (a) s * satr * aiftir * si (b) (a) * kuþa * sun * fultars * in hons ** liþi * sati * at * u * — ausa-þ-… +: fulkin: likr: hins: fulkþu: flaistr (:) * uisi * þat * maistar * taiþir: tulka * þruþar: traukr: i: þaimsi * huki * munat: raiþ: uiþur: raþa: ruk: starkr * i * tanmarku: — ntils: iarmun ** kruntar: urkrontari: lonti
Реверс
In nomin [e] (?) Ie [su] (?)
Далі дано  давньоісландську транскрипцію, шведсько-данський діалект.

### Фронт
|  | S [t] æ [inn] [sa] s [i] es sattr æfti R Sibba Goða, sun Fuldars, en hans liði satti at ... ... |  | Цей камінь поставлений в пам'ять про Сіббі Хорошого, сина Фульдара, і його свити поставленої в …… |  |
|  | — станс - Fulginn ligg R hinns fylgðu, flæstr vissi þat, mæsta R dæði R </ small> dolga Þruða R draug R i þæimsi haugi; munat Ræið-Viðurr raða rogstark R i Danmarku [Æ] ndils iarmungrunda R u R granda R i landi. |  | — станс - Прихований він лежить слідують, багато хто знає це, найбільші діяння бойове Труд дерево в цьому кургані; ніколи не буде візок-вбивця правити сильний в бою в Данії Енділла просторій землі бездоганний держави |  |

Змістовно станс можна перекласти так:
Він, той за ким ідуть найбільші діяння, вождь лежить прихований в цьому хоузі, багато хто знає це. Ніколи більше не буде настільки загартований у боях воїн славного домініону Енділла бездоганно правити на Данській землі. 
Використані кеннінґи:
- Ræið-Viðurr — Ræið це руна  (Райдо), тобто візок або шлях; Viðurr — одне з імен Одіна, перекладається як «вбивця». Цілий кеннінґ перекладається або як воїн або як морський воїн — моряк.
- dolga Þruða  R  draug — Бойове дерево Труд, що означає вождь.

### Реверс
На зворотному боці каменя є нерунічний напис, який ймовірно свідчить: «В ім'я Ісуса». Очевидно він супроводжується християнським хрестом і молотом Тора.